# Graceville (Minnesota)
Graceville – miasto w Stanach Zjednoczonych, w stanie Minnesota, w hrabstwie Jackson.